# Romaniska
Il romanisku o pavela romaniska o arbareska (in sardo campidanese: arromanisca) è il gergo dei ramai venditori ambulanti di Isili, nel Sarcidano in Sardegna. Questo  gergo è tuttora parlato da pochi individui ed è pertanto in via di estinzione.

## Origine del gergo
Dall'analisi del gergo si deduce una origine rom (da cui il nome stesso) o da parte di deportati di origine ebraica probabilmente avvenuto durante il periodo della dominazione iberica, forse nel XV secolo, con la presenza di termini albanesi e neogreci o del gergo della malavita, nonché ovviamente di numerosi apporti sardi.

Similitudini si ravvisano con il gergo dei calderai di Tramonti nel Friuli e con i dialetti dei calderai Camminanti siciliani (Baccagghiu), in realtà originari dei comuni albanesi della Calabria.

## Lessico
Escludendo le infiltrazioni del sardo, si possono distinguere alcuni termini di origine rom (romanes), dall'albanese e dal neogreco:
- dai dialetti rom: Rom (Romanes): "daddu" da "dad" (padre), "dadda" (madre), "gitarreri" da sp."gitano" (stagnino), "Romaniska/Romanisku" da "Rom", "romanò" (uomo, zingaro), "barungu/barungari" (mucchio/ammucchiare), "bengis" (diavolo), "bengu" (caprone), "carigna" (stella), "gagu/agagu" (patto non mantenuto, sleale), "gauteddu" (ragazzino), "lenta/allenta" (acqua), "lucèzu" (fuoco, fiamma), "okjeri" (asino), "romerari/arremerari" (rubare), "rumeradori/arremadori" (ladro), "zingarra" (coltello, arma da taglio);
- dall'albanese: "arbareska" da "arbarishte" (lingua), "drughi" da "drogë" (legno), "grebbis" da "kripë" (sale), "krocozu/grucozu" da "grurë" (grano), "tiasu" da "djate" (formaggio), "arrèga" (villaggio, paese), "dossu" (maiale), "fruskura" (mosca), "garitsa" (volpe);
- dal neogreco: "calliu"/"callia" da "καλος" (bello/bella), "cresìa" da "κρασί" (vino), "su-villacciu" da "φυλακή" (prigione), "scalliu" (brutto), "gera/gerazza" (prostituta);
- di origine ignota: "affrogiari" (parlare), "alluscari" (guardare), "aucciari" (andare), "cramoccia" (testa), "fangosa" (scarpa), "juta" (ragazza), "maggeri" (grande), "manguru" (pene), "millau" (denaro, soldi), "minga" (donna), "scocculeri" (carabiniere o guardia), "scramocciau" (pazzo), "sghinzu" (appetito), "spatillari" (fuggire).